# Aaron Johnson (musiker)
Aaron Howard Johnson, född 8 februari 1977 i Maryland (uppvuxen i södra Kalifornien), är en amerikansk musikproducent. Han har under många år i sin karriär producerat och mixat ihop musik till artister som Alpha Rev, Secondhand Serenade, Katie Herzig, Adam Jensen, och Eve 6. Hans mest kända insats är dock som producent, till flera av det Denverbaserade rockbandet The Frays storsäljande album.
Aaron Johnson är yngre bror till filmregissören Rian Johnson. Han är också, liksom brodern Rian själv, kusin med filmkompositören Nathan Johnson.